# Grammy Award para Melhor Álbum Pop Latino
Grammy Award para Best Latin Pop Album é uma das categorias do Grammy Awards, uma cerimónia estabelecida em 1958 e originalmente denominada como Gramophone Awards, concedido para os trabalhos (canções ou álbuns) de qualidade do gênero musical Pop latino. As várias categorias são apresentadas anualmente pela National Academy of Recording Arts and Sciences dos Estados Unidos em "honra da realização artística, proficiência técnica e excelência global na indústria da gravação, sem levar em conta as vendas ou posições nas tabelas musicais".
Ao longo de sua história, esta categoria sofreu poucas e raras modificações: mudou de nome para "Best Latin Pop Performance" (de 1984 a 1991, e de 1995 a 2000) e "Best Latin Pop Album" (de 1992 a 1994, e desde 2001). Em 2012, a categoria não foi apresentada por conta da reforma geral nas categorias da premiação, e foi concedida a premiação somente para a categoria "Best Latin Pop, Rock or Urban Album" (Melhor Álbum Pop, Rock ou Urbano Latino). Contudo, no fim daquele ano, foi anunciado seu retorno normal no 55º Grammy Awards.
O cantor porto-riquenho José Feliciano foi o primeiro vencedor da categoria por seu álbum Me Enamoré, em 1984, e tornou-se eventualmente o maior vencedor, com quatro prêmios. O artista com maior número de indicações é o cantor mexicano Luis Miguel, com 11 indicações que resultaram em três vitórias. Em 1998, os artistas espanhóis Enrique Iglesias e Julio Iglesias foram ambos indicados por seus respectivos álbuns, Vivir e Tango, perdendo para Romances, de Luis Miguel. Em 2007, o cantor e compositor guatemalteco Ricardo Arjona e a mexicana Julieta Venegas dividiram o prêmio por seus álbuns Adentro e Limón y Sal, respectivamente.
O panamenho Rubén Blades recebeu o prêmio duas vezes, em 2000 e 2015, e também foi reconhecido em outras categorias, tendo vencido o prêmio de Melhor Álbum Latino Tropical e Melhor Álbum de World Music. A cantora italiana Laura Pausini tornou-se a primeira artista europeia a vencer na categoria e a primeira artista feminina italiana a vencer um Prêmio Grammy com seu álbum Escucha, de 2006.

## Vencedores e indicados
| Ano  | Artista                               | Obra                                       | Indicados | Ref.                                  |
| ---- | ------------------------------------- | ------------------------------------------ | --- | ------------------------------------- |

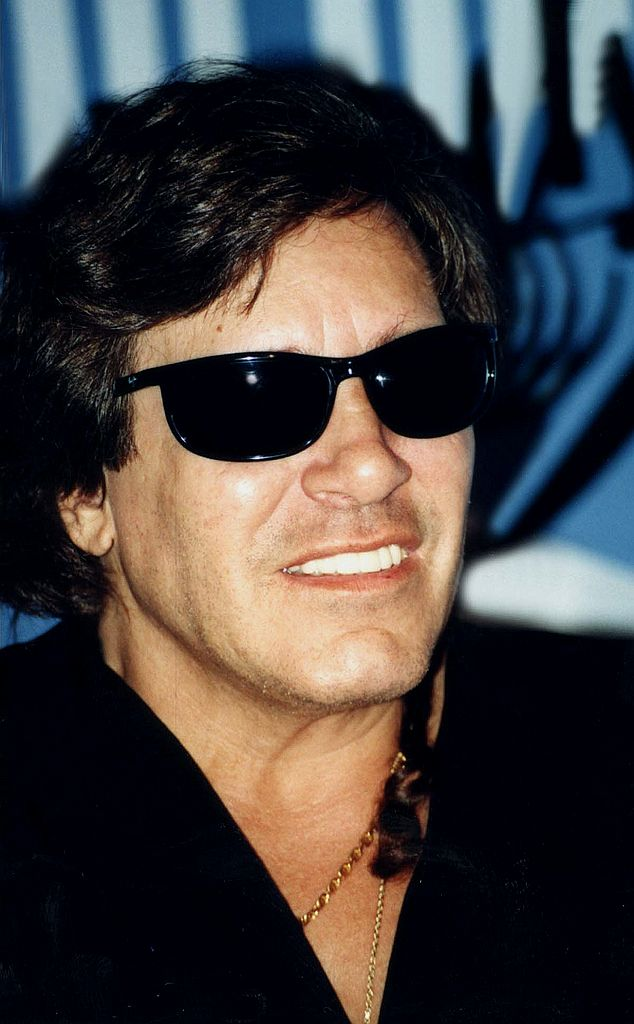
José Feliciano, um dos dois maiores vencedores da categoria com 4 prêmios.

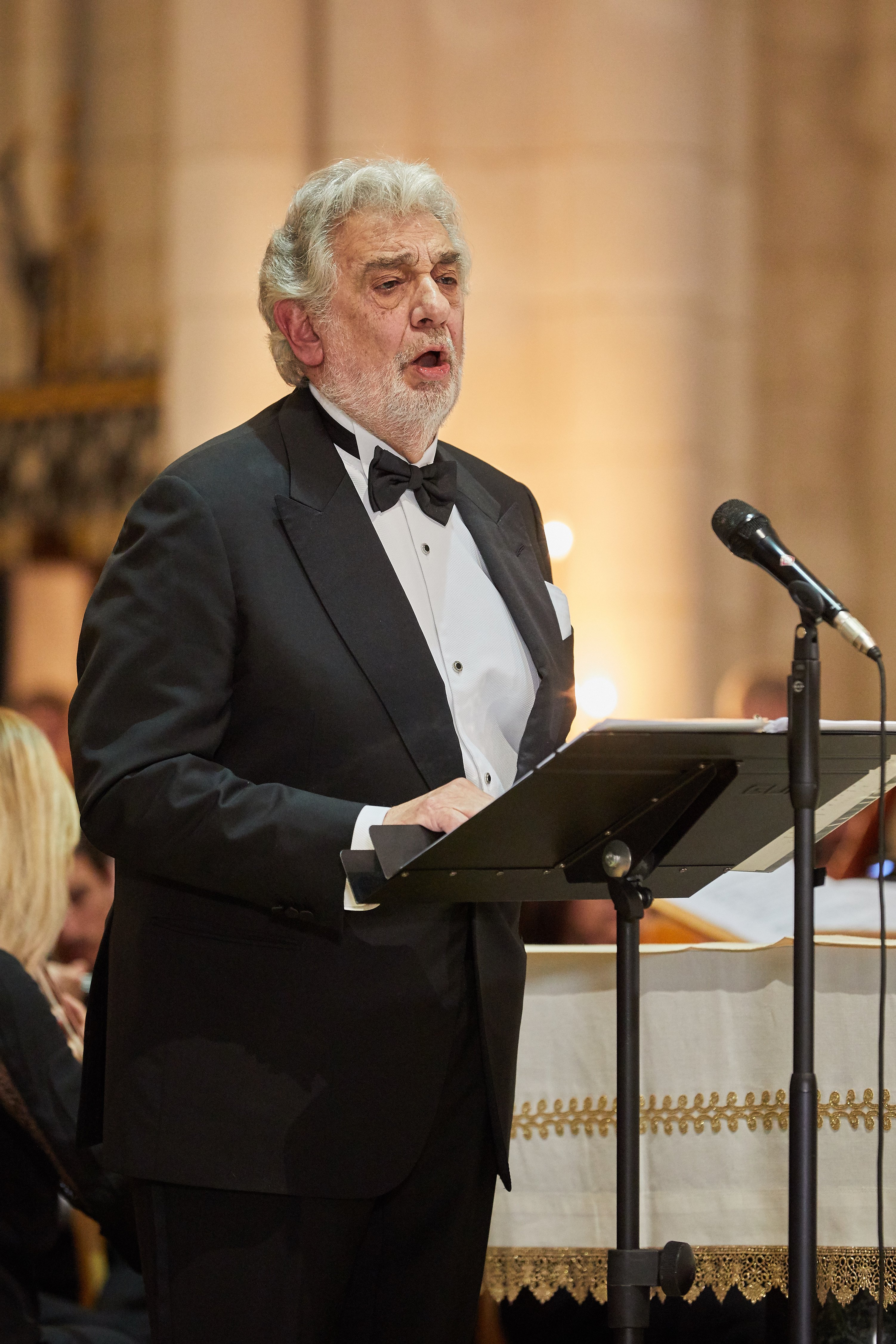
Plácido Domingo, vencedor em 1985 e indicado também em 1984 e 1995.

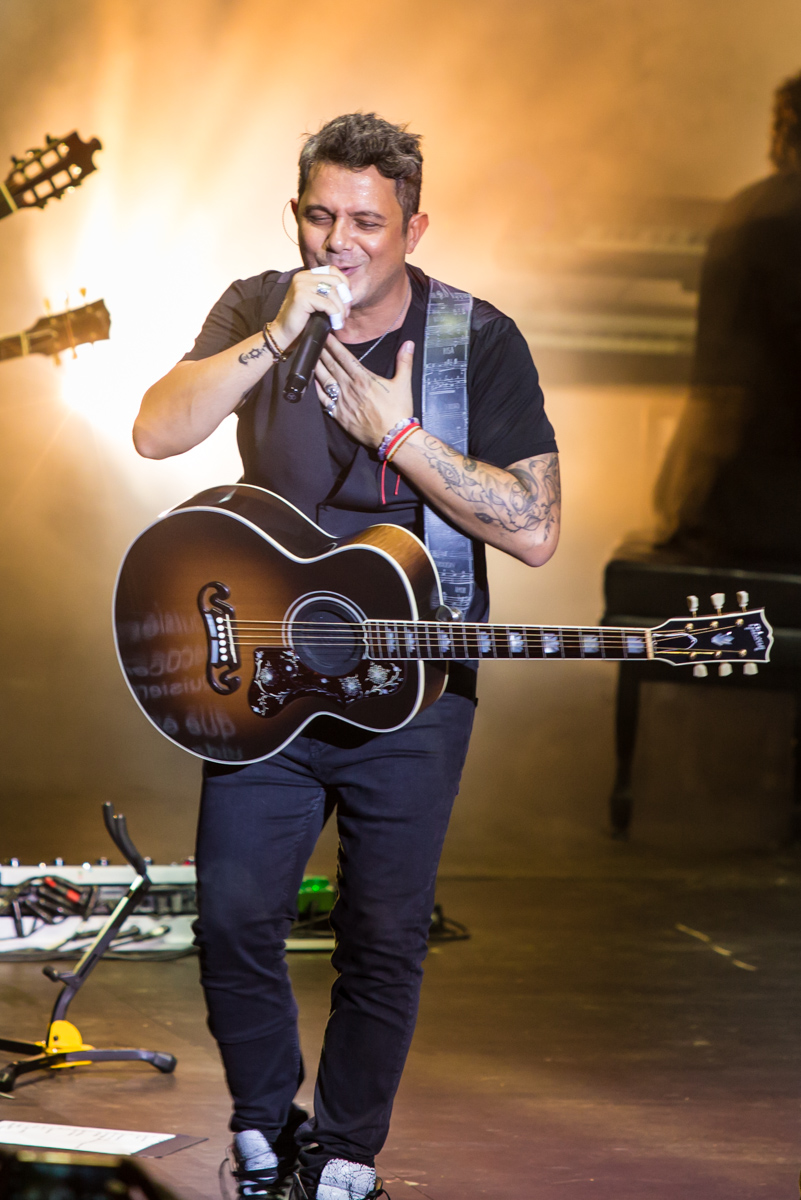
Alejandro Sanz, um dos dois maiores vencedores da categoria com 4 prêmios.

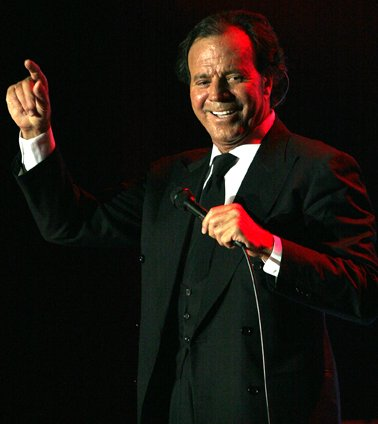
Julio Iglesias, vencedor em 1988 e indicado em 1993, 1996 e 1998.

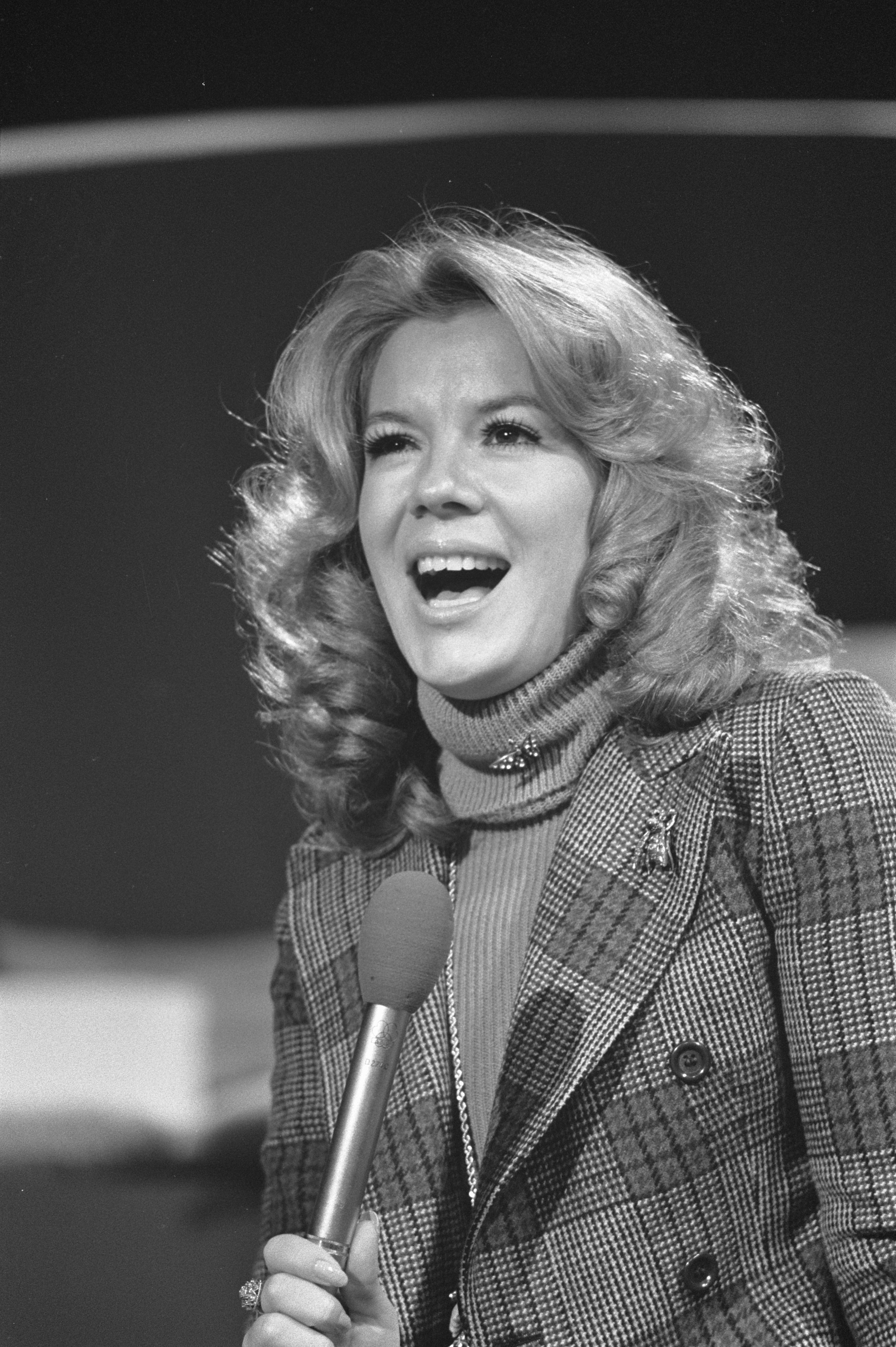
Vikki Carr foi vencedora da categoria em 1988.

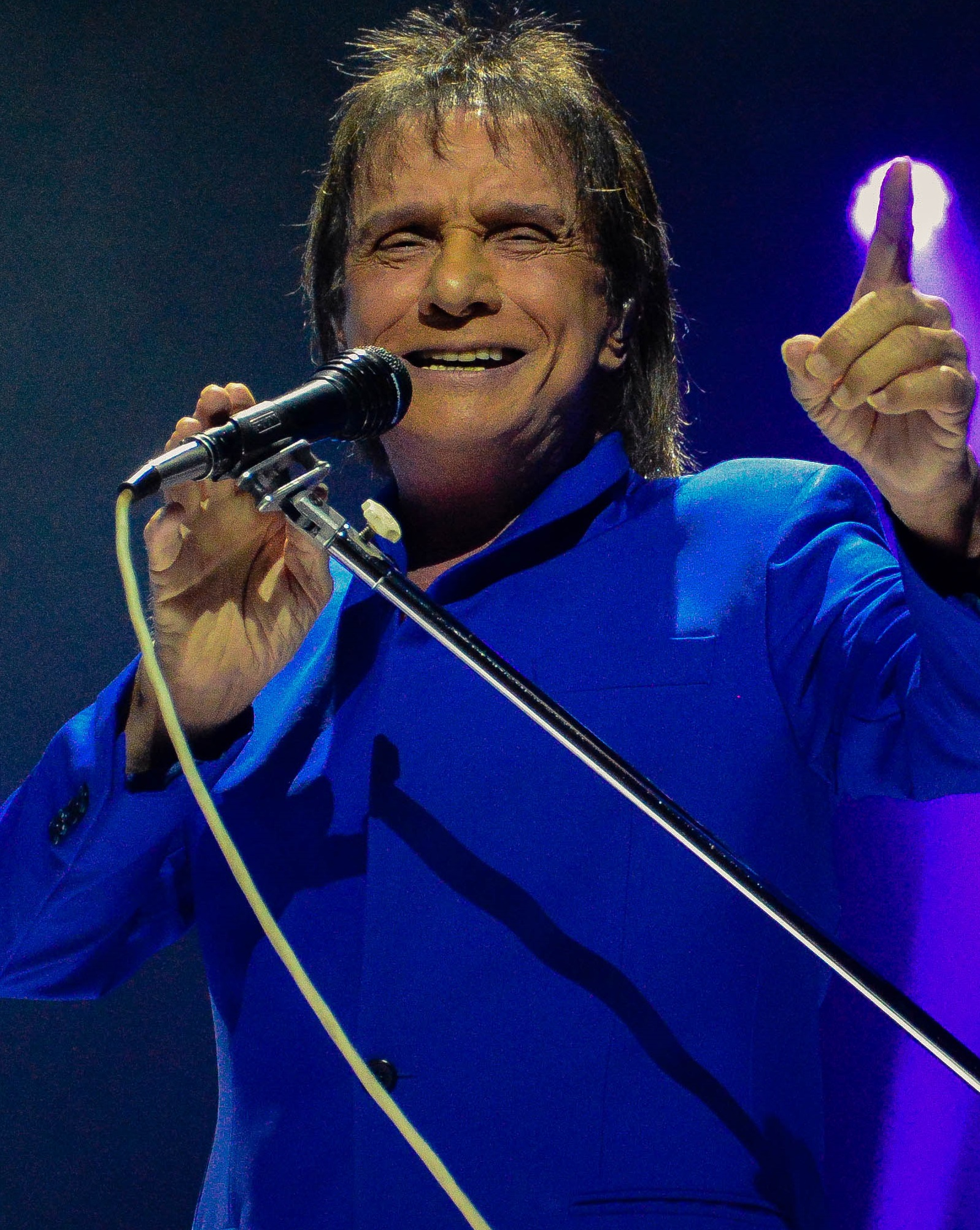
Roberto Carlos tornou-se o único brasileiro vencedor da categoria em 1989.

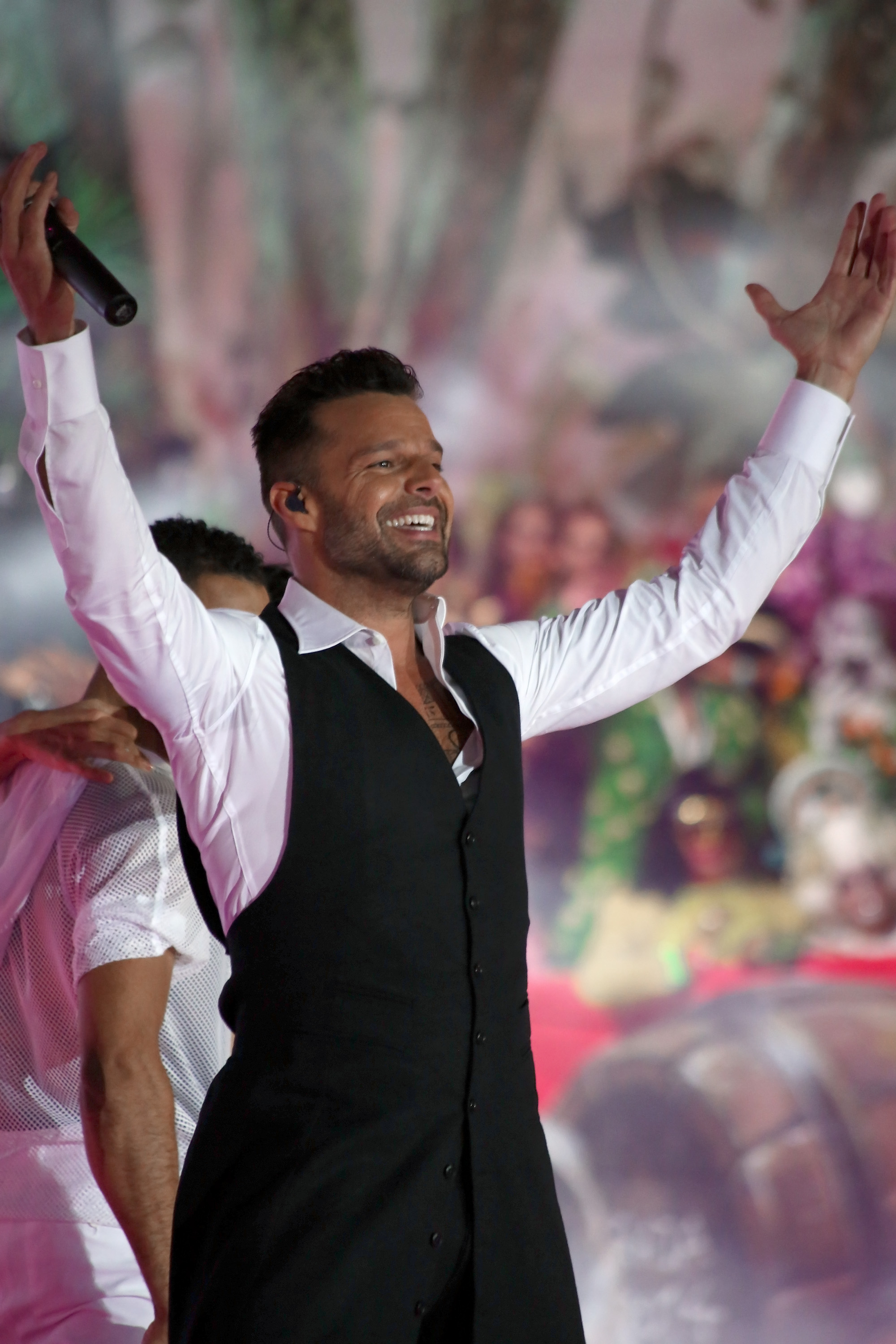
Ricky Martin, vencedor em 1999 e 2016.

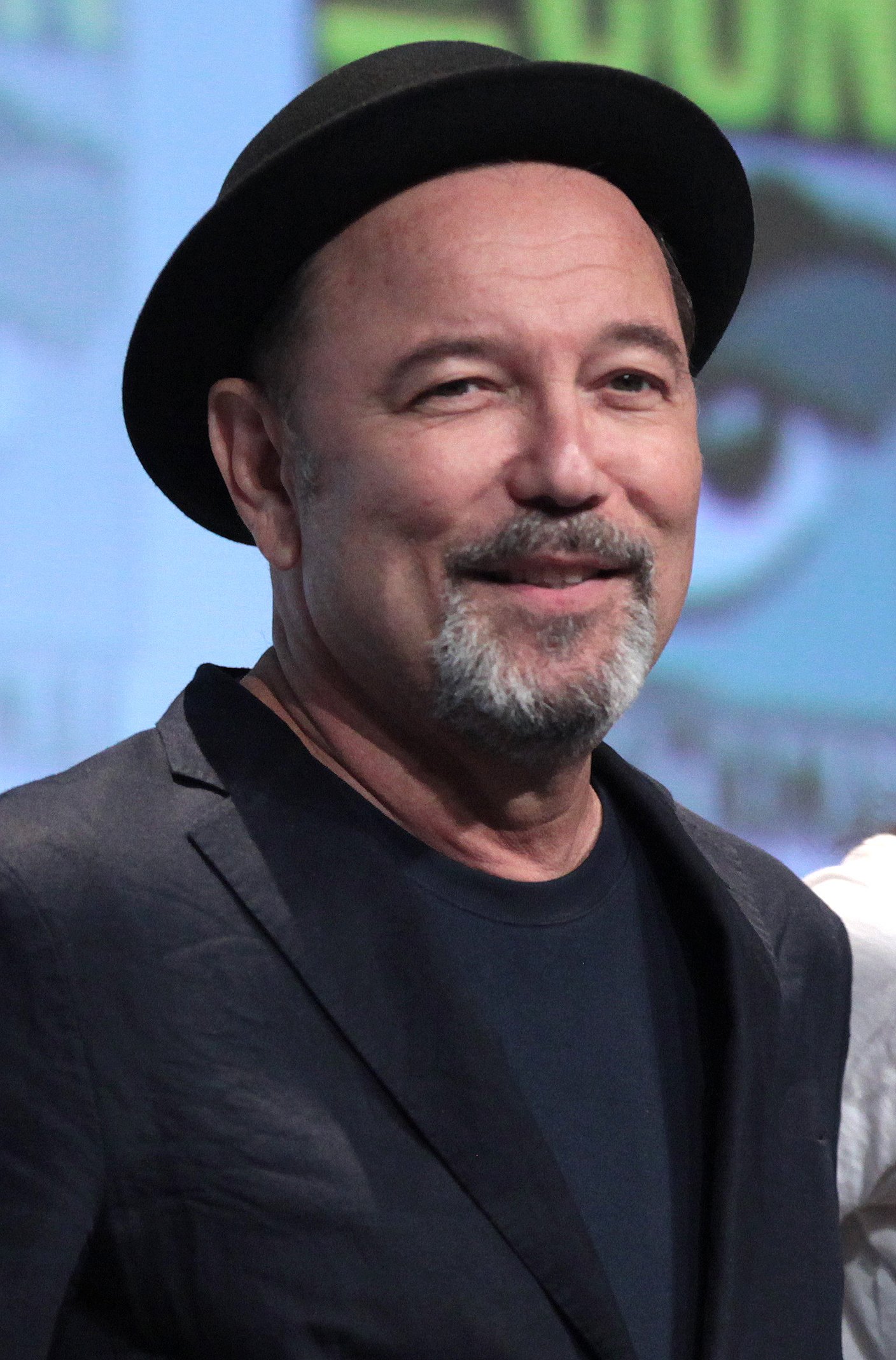
Rubén Blades, vencedor da categoria em 2000, 2015 e 2023.

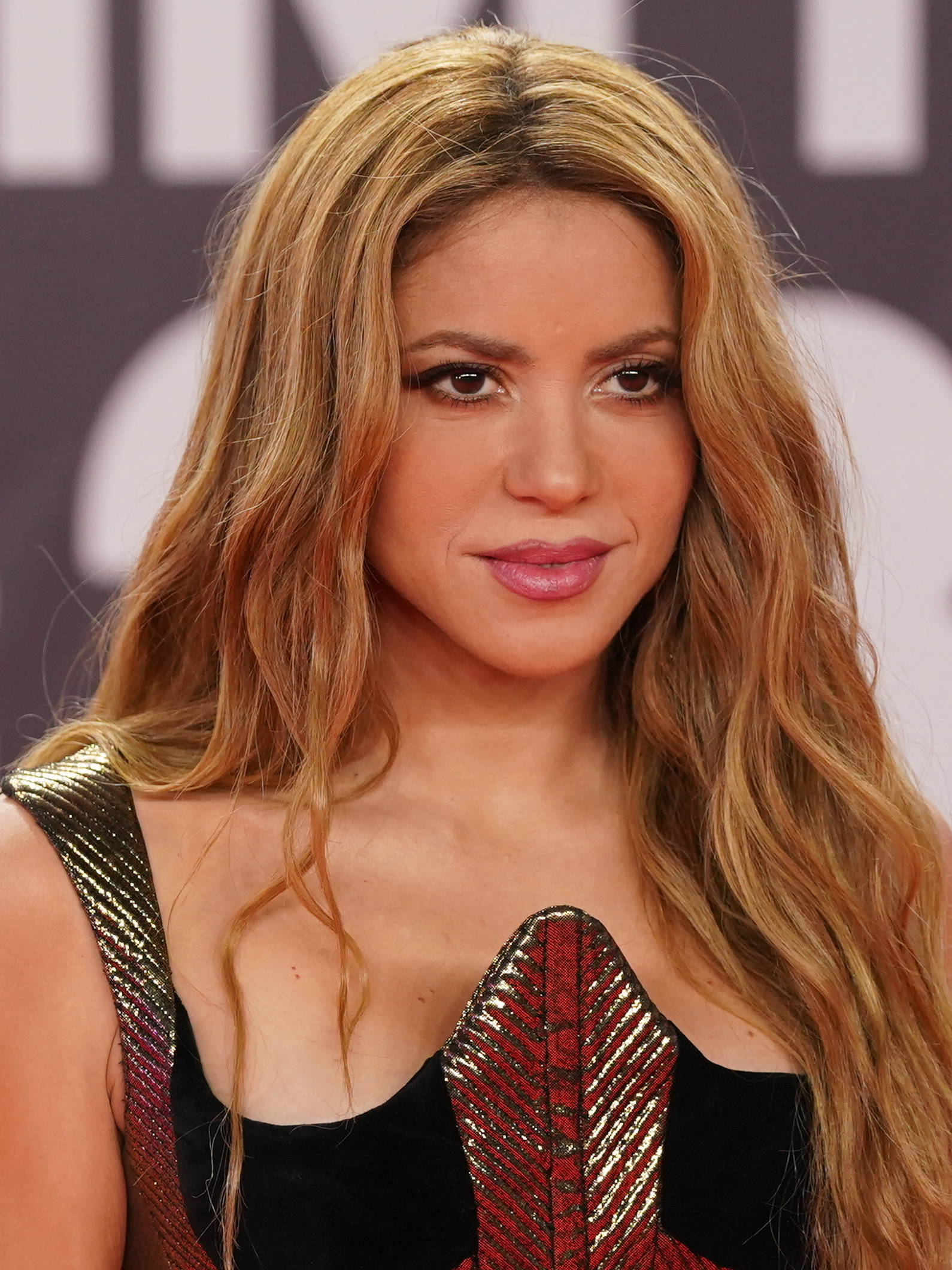
Vencedora em 2001 por seu MTV Unplugged, Shakira venceu novamente em 2018 e 2025 por El Dorado e Las Mujeres Ya No Lloran, respectivamente.

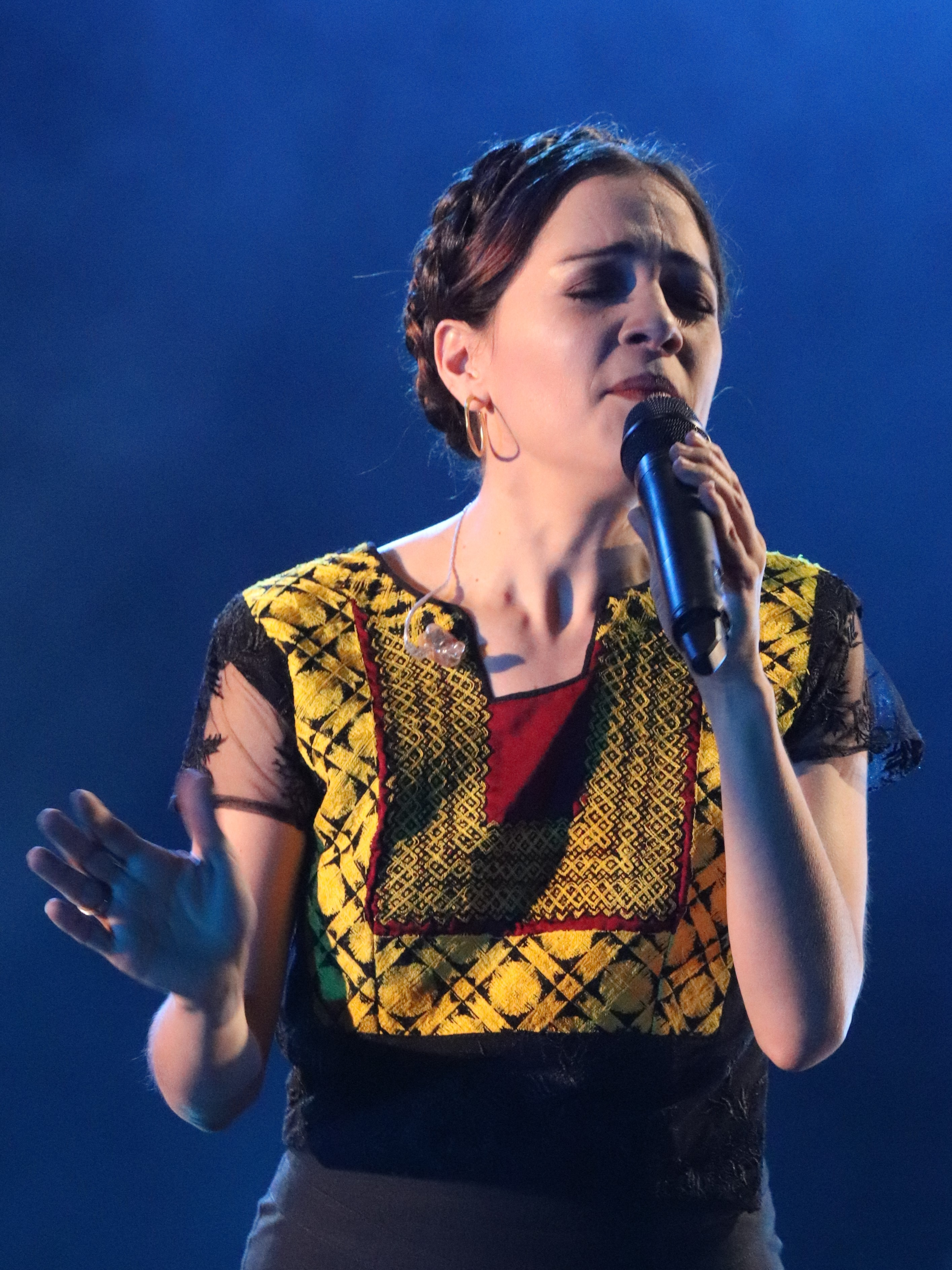
Natalia Lafourcade possui 4 indicações ao prêmio, a mais recente em 2019 por Musas, Vol. 2.

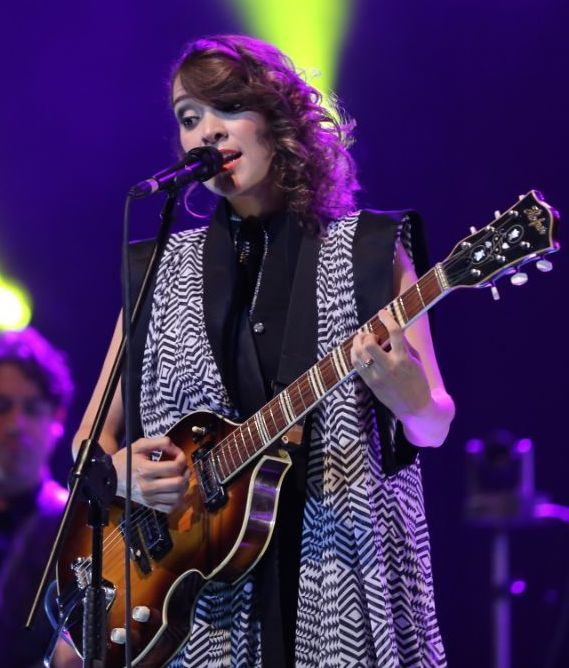
Gaby Moreno, indicada em 2017 por Ilusión e vencedora em 2024 por X Mí (Vol. 1).

| 1984 | José Feliciano                        | Me Enamoré                                 | - Plácido Domingo – "Bésame Mucho" - Lani Hall – Lani - Menudo – Una aventura llamada Menudo - José Luis Rodríguez – Ven | [ 10 ]                                |
| 1985 | Plácido Domingo                       | Siempre en Mi Corazón — Always in My Heart | - María Conchita Alonso – María Conchita - José Feliciano – Como Tu Quieres - José José – Secretos - Johnny – Invítame - Menudo – Evolución | [ 10 ]                                |
| 1986 | Lani Hall                             | Es Fácil Amar                              | - José Feliciano – Ya Soy Tuyo - José Feliciano e José José – "Por Ella" - José José – Reflexiones - Lucía Méndez – Sólo Una Mujer | [ 10 ]                                |
| 1987 | José Feliciano                        | "Le Lo Lai"                                | - José José – "Pruébame" - Pandora – "¿Cómo Te Va Mi Amor?" - Danny Rivera – Inolvidable Tito... A Mi Me Pasa lo Mismo que a Usted - Yuri – Yo Te Pido Amor | [ 10 ]                                |
| 1988 | Julio Iglesias                        | Un Hombre Solo                             | - María Conchita Alonso – "Otra Mentira Más" - Braulio – "En Bancarrota" - Emmanuel – Solo - José José – Siempre Contigo - Lunna – Lunna - Luis Miguel – Luis Miguel '87 Soy Como Quiero Ser - Yolandita Monge – Laberinto de Amor - Danny Rivera – Amar o Morir | [ 10 ]                                |
| 1989 | Roberto Carlos                        | Roberto Carlos                             | - Dyango – Cae la Noche - José José – Soy Así - José Luis Perales – Sueño de Libertad - Raphael – Las Apariencias Engañan | [ 10 ]                                |
| 1990 | José Feliciano                        | "Cielito Lindo"                            | - Chayanne – Chayanne - Dyango – Suspiros - Miguel Gallardo – América - José Luis Rodríguez – "Baila Mi Rumba" | [ 10 ]                                |
| 1991 | José Feliciano                        | "¿Por Qué Te Tengo Que Olvidar?"           | - Duncan Dhu – Autobiografía - Ana Gabriel – Quién Como Tú - Luis Miguel – 20 Años - Isabel Pantoja – "Se Me Enamora el Alma" | [ 10 ]                                |
| 1992 | Vikki Carr                            | Cosas del Amor                             | - Los Bukis – A Través de Tus Ojos - Alejandra Guzmán – Flor de Papel - Pandora – ...Con Amor Eterno - Daniela Romo – Amada Más Que Nunca | [ 10 ]                                |
| 1993 | Jon Secada                            | Otro Día Más Sin Verte                     | - Cristian Castro – Agua Nueva - Julio Iglesias – Calor - Luis Miguel – Romance - Raphael – Ave Fénix - José Luis Rodríguez – El Puma en Ritmo | [ 10 ]                                |
| 1994 | Luis Miguel                           | Aries                                      | - María Conchita Alonso – Imáginame - Vikki Carr – Brindo a la Vida, al Bolero, a Ti - José Feliciano – Latin Street '92 - The Triplets – Algo Más Que Amor | [ 10 ]                                |
| 1995 | Luis Miguel                           | Segundo Romance                            | - Cristian Castro – El Camino del Alma - Plácido Domingo – De Mi Alma Latina - Juan Gabriel – Gracias Por Esperar - La Mafia – Vida | [ 10 ]                                |
| 1996 | Jon Secada                            | Amor                                       | - Adolfo Angel & Gustavo Angel – Nuestras Canciones - Rocío Dúrcal – Hay Amores Y Amores - Julio Iglesias – La Carretera - Maná – Cuando los Ángeles Lloran | [ 10 ]                                |
| 1997 | Enrique Iglesias                      | Enrique Iglesias                           | - Vikki Carr – Emociones - José Feliciano – Americano - Luis Miguel – Nada Es Igual... - Marco Antonio Solís – En Pleno Vuelo - Ana Gabriel – Vivencias | [ 10 ]                                |
| 1998 | Luis Miguel                           | Romances                                   | - Cristian Castro – Lo Mejor de Mí - Alejandro Fernández – Me Estoy Enamorando - Enrique Iglesias – Vivir - Julio Iglesias – Tango | [ 10 ]                                |
| 1999 | Ricky Martin                          | Vuelve                                     | - Chayanne – Atado a Tu Amor - José Feliciano – Señor Bolero - Juan Gabriel – Celebrando 25 Años de Juan Gabriel - Enrique Iglesias – Cosas del Amor | [ 10 ]                                |
| 2000 | Rubén Blades                          | Tiempos                                    | - Juan Luis Guerra – Ni Es Lo Mismo Ni Es Igual - Maná – MTV Unplugged - Luis Miguel – Amarte Es Un Placer - Jaci Velasquez – Llegar a Tí | [ 10 ]                                |
| 2001 | Shakira                               | MTV Unplugged                              | - Christina Aguilera – Mi Reflejo - Oscar de la Hoya – Oscar de la Hoya - Luis Miguel – Vivo - Alejandro Sanz – El Alma al Aire | [ 10 ]                                |
| 2002 | Freddy Fender                         | La Música de Baldemar Huerta               | - Chayanne – Simplemente - Cristian Castro – Azul - Juan Gabriel – Abrázame Muy Fuerte - Jaci Velasquez – Mi Corazón | [ 10 ]                                |
| 2003 | Bacilos                               | Caraluna                                   | - Jorge Moreno – Moreno - Donato Poveda – Bohemio Enamorado - Sin Bandera – Sin Bandera - Diego Torres – Un Mundo Diferente | [ 10 ]                                |
| 2004 | Alejandro Sanz                        | No Es lo Mismo                             | - Chayanne – Sincero - Natalia Lafourcade – Natalia Lafourcade - Luis Miguel – 33 - La Oreja de Van Gogh – Lo Que te Conté Mientras te Hacías la Dormida | [ 10 ]                                |
| 2005 | Marc Anthony                          | Amar Sin Mentiras                          | - Bacilos – Sin Vergüenza - Paulina Rubio – Pau-Latina - Cristian Castro – Hoy quiero soñar - Diego Torres – MTV Unplugged - Carlos Vives – El Rock de Mi Pueblo                                                                                                 | [ 10 ]                                |
| 2006 | Laura Pausini                         | Escucha                                    | - Ricardo Arjona – Solo - Jorge Drexler – Eco - Andrea Echeverri – Andrea Echeverri - Kevin Johansen – Citi Zen | [ 10 ]                                |
| 2007 | Ricardo Arjona                        | Adentro                                    | - Obie Bermúdez – Lo Que Trajo el Barco - Fulano – Individual - Marco Antonio Solís – Trozos de Mi Alma, Vol. 2 | [ 10 ] [ 11 ]                         |
| 2007 | Julieta Venegas                       | Limón y Sal                                | - Obie Bermúdez – Lo Que Trajo el Barco - Fulano – Individual - Marco Antonio Solís – Trozos de Mi Alma, Vol. 2 | [ 10 ] [ 11 ]                         |
| 2008 | Alejandro Sanz                        | El Tren de los Momentos                    | - Miguel Bosé & Vários Artistas – Papito - Jorge Drexler – 12 Segundos de Oscuridad - Luis Miguel – Navidades - Jennifer Peña – Dicen Que El Tiempo |                                       |
| 2009 | Juanes                                | La Vida... Es un Ratico                    | - Jorge Drexler – Cara B - Luis Fonsi – Palabras del Silencio - Luis Miguel – Cómplices - Tommy Torres – Tarde o Temprano |                                       |
| 2010 | La Quinta Estación                    | Sin Frenos                                 | - Ricardo Arjona – 5to Piso - Francisco Céspedes – Te Acuerdas... - Natalia Lafourcade – Hu Hu Hu - Paulina Rubio – Gran City Pop |                                       |
| 2011 | Alejandro Sanz                        | Paraíso Express                            | - Ricardo Arjona – Poquita Ropa - Alex Cuba – Alex Cuba - Kany García – Boleto de Entrada - Julieta Venegas – Otra Cosa |                                       |
| 2012 | Não houve premiação para a categoria. | Não houve premiação para a categoria.      | Não houve premiação para a categoria. | Não houve premiação para a categoria. |
| 2013 | Juanes                                | MTV Unplugged: Deluxe Edition              | - Ricardo Arjona – Independiente - Fonseca – Ilusión - Kany García – Kany García - Jesse & Joy – ¿Con Quién Se Queda El Perro? | [ 12 ]                                |
| 2014 | Draco Rosa                            | Vida                                       | - Frankie J – Faith, Hope y Amor - Ricardo Montaner – Viajero Frecuente - Aleks Syntek – Syntek - Tommy Torres – 12 Historias | [ 13 ]                                |
| 2015 | Rubén Blades                          | Tangos                                     | - Camila – Elypse - Lila Downs, Nina Pastori e Soledad – Raíz - Juanes – Loco de Amor - Marco Antonio Solís – Gracias Por Estar Aquí | [ 14 ]                                |
| 2016 | Ricky Martin                          | A Quien Quiera Escuchar (Deluxe Edition)   | - Pablo Alborán – Terral - Alex Cuba – Healer - Alejandro Sanz – Sirope - Julieta Venegas – Algo Sucede | [ 15 ]                                |
| 2017 | Jesse & Joy                           | Un Besito Más                              | - Gaby Moreno – Ilusión - Laura Pausini – Similares - Sanalejo – Seguir Latiendo - Diego Torres – Buena Vida |                                       |
| 2018 | Shakira                               | El Dorado                                  | - Alex Cuba - Lo único constante - Juanes - Mis planes son amarte - La Santa Cecilia – Amar y Vivir: En Vivo desde la Ciudad de México, 2017 - Natalia Lafourcade – Musas (Un Homenaje al Folclore Latinoamericano en Manos de Los Macorinos)                    | [ 16 ]                                |
| 2019 | Claudia Brant                         | Sincera                                    | - Pablo Alboran – Prometo - Natalia Lafourcade – Musas, Vol. 2 - Raquel Sofia – 2:00 AM - Carlos Vives – Vives | [ 17 ]                                |
| 2020 | Alejandro Sanz                        | #ElDisco                                   | - Luis Fonsi – Vida - Maluma – 11:11 - Ricardo Montaner – Montaner - Sebastian Yatra – Fantasía | [ 18 ]                                |
| 2021 | Bad Bunny                             | YHLQMDLG                                   | - Camilo – Por primera vez - Kany García – Mesa para dos - Ricky Martin – Pausa - Debi Nova – 3:33 |                                       |
| 2022 | Alex Cuba                             | Mendó                                      | - Pablo Alborán – Vértigo - Paula Arenas – Mis Amores - Ricardo Arjona – Hecho a la Antigua - Camilo – Mis Manos - Selena Gomez – Revelación |                                       |
| 2023 | Rubén Blades e Boca Livre             | Pasieros                                   | - Christina Aguilera – Aguilera - Camilo – De adentro pa afuera - Fonseca – Viajante - Sebastián Yatra – Dharma + | [ 19 ]                                |
| 2024 | Gaby Moreno                           | X Mí (Vol. 1)                              | - Pablo Alborán – La Cuarta Hoja - AleMor – Beautiful Humans, Vol. 1 - Paula Arenas – A Ciegas - Pedro Capó – La Neta - Maluma – Don Juan | [ 20 ]                                |
| 2025 | Shakira                               | Las Mujeres Ya No Lloran                   | - Anitta – Funk Generation - Luis Fonsi – El Viaje - Kany García – García - Kali Uchis – Orquídeas | [ 21 ] [ 22 ]                         |